# Авей (Вануату)
Авей (також Île Ui, Îlot Awé) — невеликий безлюдний острів у провінції Малампа Вануату в Тихому океані. Входить до складу архіпелагу Маскелайнські острови. 

## Географія
Авей розташований приблизно в 400 метрах від південного узбережжя острова Малекула. Сусідній острів Вулай. Орієнтовна висота місцевості над рівнем моря становить лише 1 метр. Площа острова 40 га. 